# Myiornis ecaudatus
Myiornis ecaudatus là một loài chim trong họ Tyrannidae.